# Marguerite Steen
Marguerite Steen (geboren am 12. Mai 1894 in Liverpool; gestorben am 4. August 1975 in Blewbury) war eine englische Schriftstellerin. Sie verfasste vor allem Belletristik und Historienromane, aber auch Bühnenstücke und Biografien.

## Leben
Sie kam als Tochter des Captains George Connolly Benson und dessen Frau Margaret Jones zur Welt. Sie wurde von Joseph und Margaret Jane Steen adoptiert und erzogen. Nach ihrem Schulabschluss 1915 war sie drei Jahre Lehrerin einer Privatschule, bevor sie zunächst ohne Erfolg versuchte, als Theaterschauspielerin Karriere zu machen, sich dann als Tanzlehrerin Geld verdiente. Ihre Engagements, später auch drei Jahre als Tourneeschauspielerin, erlaubten ihr ausgedehnte Reisen in Europa und Nordamerika. Auf den Rat von Ellen Terry hin, ihre Erfahrungen in Romanform zu verarbeiten, veröffentlichte sie 1927 ihren ersten Roman über das Theater, The Gilt Cage.
Der literarische Durchbruch gelang ihr 1934 mit Matador. Als ihr Hauptwerk gilt der erste Band ihrer Trilogie über Sklavenhandel, Kolonialismus und das frühe Industriezeitalter, welches sie 1941 schrieb: The Sun is My Undoing. Diesem Werk, von zeitgenössischen Kritikern als gleichwertig zu Vom Winde verweht eingeschätzt, folgten die weniger populären Fortsetzungen Twilight on the Floods und Phoenix Rising. Sie galt im Deutschland der 1960er Jahre als eine der berühmtesten englischen Autorinnen. In den späten 60er Jahren schrieb sie ihre Autobiographien.
Privat lebte sie ab 1935 unverheiratet mit dem Maler William Nicholson zusammen. Als während des Zweiten Weltkriegs die gemeinsame Wohnung in London zerstört wurde, zog sich das Paar nach Blewbury in Berkshire zurück, wo Steen 1975 starb.

## Werke (Auswahl)
Nachfolgend aufgeführt vor allem die Werke, für welche eine Übersetzung vorliegt:
- The Gilt Cage, 1926 (Erstlingswerk)
- Stallion, 1933 (deutsch: Der Hengst, 1955)
- Matador, 1934 (deutsch: Auf in den Kampf, 1935)
- The Sun is My Undoing, 1941
  - (deutsch: Die schwarze Sonne, 1942, Roman)
  - (deutsch: Der Sklavenhändler aus Bristol, 1978, Teil 1)
  - (deutsch: Das Mädchen aus Kuba, 1978, Teil 2)
- Rose Timson, 1946 (deutsch: Rose Timson, 1947)
- Twilight on the Floods, 1949 (deutsch: Goldküste im Zwielicht, 1950)
- The Swan, 1951 (deutsch: Der Schwan, 1952)
- Phoenix Rising, 1952 (deutsch: Phoenix aus der Flamme, 1953)
- Bulls of Parral, 1954 (deutsch: Stiere von Parral, 1956)
- Little White King, 1956 (deutsch: Kleiner weisser König, 1957)
- The Woman in the Back Seat, 1959 (deutsch: Die Frau auf dem Rücksitz, 1960)
- The Tower, 1959 (deutsch: Der Turm, 1962)